# Mirełe Efros
Mirełe Efros es una película muda judía de 1912, basada en la obra de teatro en yidis del mismo nombre de 1898 escrita por Jacob Gordin. La película fue protagonizada por Ester Rachel Kamińska y constó de cuatro actos. No se sabe con certeza quien fue el director del filme.

## Sinopsis
La trama se centra  en Mirele Efros, una viuda orgullosa y respetada. Uno de sus dos hijos, Josef, se casa con Szajndla, una campesina egoísta, envidiosa y engreída que quisiera despojar a su suegra de su fortuna y expulsarla de la casa. El conflicto entre las mujeres dura varios años, lo que también se debe a la actitud sumisa de Josef hacia su esposa.
Jakub Gordin creó dos finales para su obra: en una variante, Mirele permanece inflexible hasta el final, mientras que en la otra, toda la familia se reconcilia el día del bar mitzvah de Shlojmele, el querido nieto de Mirele (este último final se juega más a menudo). Sin embargo, no se sabe cómo terminó la película porque no ha sobrevivido ninguna copia de la misma.

## Reparto
En la película participaron actores famosos de teatros judíos, entre ellos miembros de la familia Kamiński.
- Ester Rachel Kamińska como Mirełe Efros
- Rudolf Zasławski como Josef (Josele), hijo de Mirełe
- Dawid Lui como jako Danilo, hijo de Mirele
- Ida Kamińska como Szlojmele, nieta de Mirełe
- Herman Wajsman como Nuchemce
- Sonia Ejdelman como Szajndla, hij de Nuchemce
- Jakub Libert como Szalmen
- Tania Tajtelbaum como Tania
- Regina Kamińska
- Sonia Tajtelbaum
- Juliusz Adler
- Abraham Izaak Kamiński